# 奥斯曼·登贝莱
奧士文尼·迪比利（法語：Ousmane Dembélé，1997年5月15日—），是一名司职翼锋的毛里塔尼亚裔法国職業足球员，現效力法甲球隊巴黎圣日耳曼，也代表法国国家队出战国际比赛。

## 球會生涯

### 雷恩
登贝莱的职业生涯在法甲俱乐部雷恩开始。2014年9月6日，迪比利為雷恩的預備隊於法國業餘乙組聯賽中上陣，他於第78分鐘入替出場，協助球隊攻入比賽中的第2球，最終球隊以2–0小勝甘岡的預備隊。11月9日，迪比利在對陣拉瓦勒的比賽中入替出場，並攻入首個入球。2015年5月16日，他更在對陣埃魯維爾時完成帽子戲法，協助球隊以6–1大勝對手。迪比利首個職業賽季為球隊上陣18次，攻入13球。
2015年11月6日，登貝萊在雷恩對陣昂熱的法甲比賽中替補登場，這是他首次上陣法甲聯賽。11月22日，迪比利在對陣波爾多的賽中打入了他的首個法甲進球，最終球隊作客以2–2與對手戰平。2016年1月9日，迪比利在對陣洛里昂的比賽中再次入球，協助球隊在落後2球的情況下，最終以2–2迫和對手。3月6日，他在布列塔尼德比對陣南特的比賽中首次上演法甲帽子戲法，協助球隊在主場以4–1大勝對手。

### 多蒙特
2016年5月12日，迪比利轉會至德甲球队多蒙特，簽約5年，合約於7月1日生效。8月14日，迪比利在2016年德国超级杯對陣拜仁慕尼黑的比賽中首次代表球隊上陣，但球隊最終以0–2落敗，錯失冠軍。9月20日，他在德甲對陣沃尔夫斯堡的比賽中打入在多特蒙德的首個進球，幫助球隊以5–1大勝對手。11月22日，他打進了職業生涯首個歐冠進球，幫助多特蒙德在小組賽中以8–4擊敗華沙萊吉亞。
2017年4月26日，在德國杯半決賽對陣拜仁慕尼黑的比賽中，登貝萊先是助攻進球，后又在第74分鐘打入奠定勝局的一球，幫助多特蒙德晉級決賽。5月27日，在德國杯決賽中，他率先攻入一球，爲多特蒙德首開紀錄，幫助球隊最終以2–1擊敗法兰克福，迎來五年來的首個重要賽事冠軍。賽後登貝萊被評爲全場最佳球員。赛季结束后，登贝莱入选了德甲赛季最佳阵容，并获得赛季最佳新秀奖。

### 巴塞罗那
2017年8月25日，迪比利轉會至西甲球队巴塞隆拿，簽約5年，轉會費為1.45億歐元。
2018年8月12日，巴塞罗那在西班牙超级杯中与塞维利亚交锋，凭借登貝萊攻入的制胜一球，最终以2–1的比分获胜，获得第13个西班牙超级杯冠军。8月25日，巴塞罗那在西甲联赛客场对阵皇家巴利亞多利德，他攻入本次比赛的唯一进球，这也是他在西甲的第一个进球。9月18日，登贝莱打进了他本赛季的第一个欧冠进球，帮助巴塞罗那在诺坎普球场以4–0击败埃因霍温。
2019年8月20日，巴塞罗那在2019–20赛季西甲联赛的首场比赛中与毕尔巴鄂竞技相遇，以0–1落败，登貝萊也在本次比赛中左腿筋受伤，休息了约五周。2020年2月，他再次因肌腱严重撕裂而进行了手术，预计六个月内无法上场，这也意味着他将缺席2019–20赛季的剩余时间。
2020年10月28日，登贝莱在2–0战胜尤文图斯的比赛中打进了2020–21赛季的欧冠首球。

### 巴黎聖日耳門
2023年8月12日，登贝莱加盟法甲俱乐部巴黎圣日耳曼，合同至2028年6月，转会费为5040万欧元。他最初被分配了23号球衣，但在内马尔离开俱乐部后改用10号球衣。
8月20日，登贝莱在客场1–1战平图卢兹的比赛中替补出场，完成他在巴黎圣日耳曼的首秀。11月24日，登贝莱在主场5–2战胜摩纳哥的比赛中打进了他为巴黎圣日耳曼的第一个进球。2024年4月10日，他在欧冠四分之一决赛对阵老东家巴塞罗那的首回合比赛中中打进了他在巴黎圣日耳曼的第一个欧冠进球，帮助球队在主场以3–2击败对手。在六天后的次回合比赛中，他打进了巴黎圣日耳曼的首个进球，帮助俱乐部最终淘汰对手并获得半决赛资格。赛后，他还获评了本场比赛的全场最佳球员。
2024-25球季，丹比利改踢前鋒位置，表演狀態大勇，不但以21個入球成為當季法甲神射手兼最佳球員，更為巴黎聖日耳門奪得球會史上首座欧洲冠军联赛冠軍，他亦成為当届欧冠最佳球員。

## 國家隊生涯
2016年8月，和納比勒·費基爾二人因傷退隊後，迪比利獲補選進入法國隊對陣意大利和白俄罗斯的大名單。9月1日，他在對陣意大利隊的比賽中，於第63分鐘時入替出場，協助球隊作客聖尼古拉球場以3–1勝出。
2017年6月13日，迪比利在對陣英格兰時攻入首個國家隊入球，協助球隊以3–2勝出。
迪比利入選法國征戰2018年世界盃的名單，随法國隊贏得大力神杯。

## 個人生活

### 種族歧視
2021年7月，一则登贝莱和隊友格里兹曼2019年随巴塞罗那足球俱乐部访问日本期间拍摄的影片在网上流传。影片中，面对前往酒店上门维修游戏机的当地工作人员，二人对其长相和语言进行嘲笑。在影片中，登贝莱用法語向格里兹曼說「這些醜陋的臉孔，讓他們來就是為了讓你能打遊戲，你不羞愧嗎」「這些人說什麼鳥語」。格里兹曼聽完大笑。影片发布后，格里兹曼和登贝莱被批歧视亚裔。

## 生涯統計

### 球會
截至2017年5月27日
| 球會   | 賽季        | 聯賽 | 聯賽 | 聯賽 | 盃賽 | 盃賽 | 聯賽盃 | 聯賽盃 | 歐洲賽事 | 歐洲賽事 | 其他 | 其他 | 總計 | 總計 |
| 球會   | 賽季        | 聯賽 | 出場 | 入球 | 出場 | 入球 | 出場   | 入球   | 出場     | 入球     | 出場 | 入球 | 出場 | 入球 |
| ------ | ----------- | ---- | ---- | ---- | ---- | ---- | ------ | ------ | -------- | -------- | ---- | ---- | ---- | ---- |
| 雷恩   | 2015-16賽季 | 法甲 | 26   | 12   | 2    | 0    | 1      | 0      | —        | —        | —    | —    | 29   | 12   |
| 多蒙特 | 2016-17賽季 | 德甲 | 32   | 6    | 6    | 2    | —      | —      | 10       | 2        | 1    | 0    | 49   | 10   |
| 總計   | 總計        | 總計 | 58   | 18   | 8    | 2    | 1      | 0      | 10       | 2        | 1    | 0    | 78   | 22   |

### 國家隊上陣次數
截至2017年6月13日
| 國家隊 | 年份 | 出場 | 入球 |
| ------ | ---- | ---- | ---- |
| 法国   | 2016 | 3    | 0    |
| 法国   | 2017 | 4    | 1    |
| 法国   | 2018 | 9    | 1    |
| 總計   | 總計 | 16   | 2    |

#### 國家隊入球
法國隊的比數及入球列前。
| #  | 日期       | 地點                     | 對手   | 入球 | 比數 | 比賽   |
| -- | ---------- | ------------------------ | ------ | ---- | ---- | ------ |
| 1. | 2017.06.13 | 法國聖坦尼法蘭西體育場   | 英格兰 | 3-2  | 3-2  | 友誼賽 |
| 2. | 2018.06.01 | 法國尼斯安聯里維耶拉球場 | 義大利 | 3-1  | 3-1  | 友誼賽 |

## 榮譽

### 球會
多特蒙德
- 德国足协杯冠軍：2016–17

巴塞隆納
- 西甲冠軍： 2017–18，2018–19，2022–23
- 西班牙國王盃冠軍：2017–18，2020–21
- 西班牙超級盃冠軍：2018，2023[27]

巴黎圣日耳曼
- 法甲冠軍：2023–24[28]，2024–25[29]
- 法國盃冠軍：2023–24[30]，2024–25[31]
- 法國超級盃冠軍：2023[32]，2024[33]
- 欧洲冠军联赛冠軍：2024-25

### 國家隊
法國國家隊
- 國際足協世界盃冠軍：2018年
- 國際足協世界盃亞軍：2022年

### 個人
- 欧洲聯賽冠軍盃最佳進步陣容：2016[34]
- 欧洲聯賽冠軍盃年度最佳球員：2024–25
- 法甲年度最佳年青球員（英语：Trophées UNFP du football#Young Player of the Year）：2015–16[35]
- 法甲每月最佳球員：2016年3月
- 德甲最佳陣容：2016–17[36]
- 德国足协杯決賽最佳球員：2017年決賽[37]
- 法甲年度最佳球員：2024–25
- 法國榮譽軍團勳章騎士級：2018

## 外部連結
- 奥斯曼·登贝莱 （页面存档备份，存于）於FFF網站上的資料
- Soccerway資料庫：奥斯曼·登贝莱